# 미나리 (영화)
《미나리》(Minari)는 2020년 개봉한 미국의 드라마 영화로, 정이삭이 감독과 각본을 맡았다. 스티븐 연, 한예리, 윤여정, 윌 패튼, 앨런 김, 노엘 케이트 조, 스콧 헤이즈가 출연했으며, 1983년에 미국 아칸소 주로 이주한 한인 가정의 이야기를 주제로 하고 있다. 정이삭 감독의 자전적 경험을 토대로 아메리칸 드림을 꿈꾸며 농장을 가꾸는 한인들의 삶을 영화에 담았다.
이 영화는 2020년 1월 26일에 선댄스 영화제 미국 극영화 경쟁부문 심사위원 대상·관객상을 수상했다. 2020년 12월 11일에는 1주일 동안에 걸친 제한 상영이 진행되었고, 2021년 2월 12일에는 A24의 가상 극장을 통해 미국에서 개봉되었다. 이 영화는 영화 평론가들로부터 호평을 받았는데, 많은 사람들이 이 영화를 2020년 최고의 영화라고 평가했다. 이 영화는 2020년 골든 글로브상 시상식에서 외국어 영화상을 수상했다. 제93회 아카데미상 시상식에서 작품상, 감독상, 각본상, 여우주연상, 여우조연상, 음악상 후보에 올랐으며 또한 영화배우조합 캐스팅상 후보에 올랐고, 제74회 영국 아카데미 영화상에서 6개 부문 후보에 올랐다. 영화배우조합과 영국 아카데미를 비롯해 미국 아카데미까지 연이어 윤여정이 여우조연상을 수상했다.

## 줄거리
1983년, 한인 이민 가정인 이씨 가족의 구성원은 아버지 제이컵, 어머니 모니카, 딸 앤, 아들 데이비드 네 명이다. 제이컵은 캘리포니아주에서 아칸소주로 이주하여 시골 벌판에서 경작한 한국 채소를 댈러스에 판매할 생각이다. 새로 이사온 곳에서 가장 먼저 한 일은 수맥을 찾는 다우징을 해주겠다는 제안을 거절하고, 스스로 우물을 파는 일이었다. 그는 한국 전쟁 참전 용사이자 괴팍한 성격의 소유자인 폴의 도움을 받는다. 제이컵은 앞으로의 생활에 대해 낙관적이지만, 아내인 모니카는 새로운 환경에 실망하고 아들 데이비드의 심장 문제를 걱정한다. 가족들은 데이비드가 무리해서 달리지 않도록 주의를 준다. 제이컵과 모니카는 농장 인근 부화장에서 병아리 감별사로 일하게 되고, 자녀들이 엿듣는 줄도 모르고 끊임없이 말다툼을 한다. 모니카는 남편을 따라 아칸소주에 오긴 했지만, 아이들을 위해 캘리포니아주로 되돌아가고 싶어 한다.
낮 동안 아이들을 돌보기 위해 부부는 모니카의 어머니 순자를 한국에서 미국으로 초청한다. 어쩔 수 없이 할머니와 방을 같이 쓰게 된 데이비드는 생각하고 있던 이상적인 할머니의 모습과는 다른 순자의 모습에 그녀를 피한다. 그래도 순자는 미국 생활에 적응하고 아이들과 유대감을 느끼기 위해 노력한다. 순자는 부부를 돕기 위해 한국 음식을 잔뜩 싸 들고 온다.
제이컵이 파 놓은 우물은 시간이 지나면서 말라간다. 제이컵은 카운티의 수도 요금을 부담하지 않고 싶어하지만, 가뭄으로 다른 방도가 없었다. 댈러스의 채소 상이 막판에 주문을 취소하는 등 상황은 점점 나빠져 간다. 모니카는 캘리포니아로 되돌아가고 싶어하지만, 제이컵은 끝까지 아칸소에 남고자 하고, 부부의 결혼생활은 파탄 직전에 이른다.
한편 순자는 아이들을 데리고 개울가에 미나리 씨앗을 심는다. 아이들에게 미나리가 얼마나 탄력 있고 유용한 식물인지를 말해주고, 잘 자랄 것이라고 이야기한다. 데이비드는 순자가 화투를 가르쳐주고, 상처를 붕대로 감아주고, 잠을 달래주는 일을 겪으면서, 마침내 할머니에 대한 서먹함이 풀린다. 순자는 데이비드가 생각보다 튼튼하다면서 부모가 우려하는 신체 활동을 활발히 하도록 격려한다.
한밤중에 갑자기 찾아온 뇌졸중으로 인해 순자는 움직임과 언어에 장애를 얻고 만다.
순자를 제외한 가족 네 명은 데이비드의 심장병 치료와 새로운 농산물 판매처를 찾기 위해 오클라호마시티로 향한다. 다행히도 데이비드의 심장 상태가 극적으로 나아졌고 한국 식료품 점과 새로운 계약을 맺는데 성공하지만, 제이컵이 가족의 안정보다 농부로서의 성공을 중요히 여기는 점에서 부부는 감정적 다툼 끝에 암묵적으로 헤어지기로 합의한다.
한편 순자는 가족이 없는 동안 실수로 농작물 창고에 불을 내고 만다. 집으로 돌아온 부부는 농작물을 구하기 위해 노력했지만, 겉잡을 수 없는 불길에 둘은 서로를 구하기 위해 노력한다. 앤과 데이비드가 돌아오라고 부르자, 당황하고 혼란스러운 순자는 먼 곳으로 떠돌기 시작한다. 할머니가 대답하지 않는 것을 보고, 데이비드는 질주하여 앞을 막는다. 순자는 잠시 데이비드를 알아본 듯 그의 손을 잡고, 손자와 손녀에게 이끌려 집으로 돌아온다. 가족들은 전날 밤의 피로로 쓰러진 채 바닥에서 잠들었다. 그 위로 순자가 잠에서 깨어 의자에 앉아 가라앉은 표정으로 그들이 자는 모습을 지켜본다.
얼마 후, 제이컵과 모니카는 수맥을 찾는 사람과 함께 있다. 부부는 농장에 머무르겠다는 결심을 나타내듯 돌로 우물 자리를 표시한다. 제이컵과 데이비드는 성공적으로 자란 미나리를 수확하기 위해 개울가로 향하는데, 제이컵은 순자가 미나리를 심은 곳이 얼마나 좋은 자리인지 응시한다.

## 출연
- 스티븐 연 - 제이컵 이 역
- 한예리 - 모니카 이 역
- 윤여정 - 순자 역
- 윌 패튼 - 폴 역
- 앨런 김 - 데이비드 역
- 노엘 케이트 조 - 앤 역
- 스콧 헤이즈 - 빌리 역

## 제작

### 창작 배경
제목인 '미나리'는 정이삭 감독의 어린 시절 할머니가 한국에서 미국으로 가져온 미나리 씨앗에서 비롯되었다. 정 감독은 다른 채소보다 잘 자라는 모습을 보고 강렬한 인상을 받았다고 한다. 또 미나리는 질긴 생명력과 강한 적응력을 지닌다는 점에서 '가족 간의 사랑'을 의미 한다고도 밝혔다.
《미나리》는 한국계 이민자 가정에서 태어나 아칸소주에서 성장한 정이삭 감독의 자전적인 경험이 많이 담겨 있다. 영화 속의 미나리 씨앗과 가족이 겪는 재난도 모두 정 감독의 가족에게 있었던 일을 바탕으로 했다. 하지만 정 감독은 또한 "실존 인물에 영감을 받았지만, 배우들은 역할을 가지고 놀았다고 할 정도로 자신만의 방식으로 캐릭터를 만들어냈고, 공동 혹은 각자의 작업으로 새롭게 완성했다"며 자신의 삶을 그대로 옮긴 영화는 아니라고 밝혔다.
정이삭 감독은 윌라 캐더가 네브래스카주 농장에서의 경험을 토대로 쓴 책 《마이 안토니아》에서 많은 영감을 받았으며, 캐더처럼 1980년대의 기억에 진실하게 다가가려고 했다.

### 캐스팅과 촬영
2019년 7월, 스티븐 연, 한예리, 윤여정, 윌 패튼, 스콧 헤이즈가 미나리에 캐스팅되었다는 것이 발표되었다. 또한 플랜 B 엔터테인먼트가 제작하며, A24가 배급할 것이라는 것도 밝혀졌다.
본 촬영은 2019년 7월 오클라호마주 털사에서 시작되었다.

## 개봉
미나리는 2020년 1월 26일 선댄스 영화제에서 초연되었다. 이후 도빌, 바야돌리드, 햄프턴스, 하틀랜드, 몽클레어 영화제 등에서도 상영하였다. 2020년 12월 11일에는 1주일 동안에 걸친 제한 상영이 진행되었으며, 2021년 2월 12일에는 A24의 가상 극장을 통해 미국에서 개봉되었다.
대한민국에서는 2020년 10월 23일 부산국제영화제에서 처음 공개되었다. 극장 개봉은 3월 3일에 개봉하였다.

## 평가
리뷰 애그리게이터 웹사이트 로튼 토마토에서는 79개의 평을 토대로 신선도 100%를 기록하고 있으며, 평균 점수는 10점 만점에 8.7점이다. 또 다른 사이트 메타크리틱에서는 16개의 리뷰를 바탕으로 100점 만점에 87점을 받으며 전반적인 극찬을 받았다.

## 수상 및 후보
아래의 수상 목록은 세계적인 상 중 30여개를 차지하였다.
| 시상식                          | 날짜                      | 부문                                        | 수상작(자)    | 결과 | 출처   |
| ------------------------------- | ------------------------- | ------------------------------------------- | ------------- | ---- | ------ |
| 제93회 아카데미 시상식          | 2021년 4월 26일(한국시간) | 여우조연상                                  | 미나리        | 수상 | [ 18 ] |
| '2021 영국 아카데미상' 시상식   | 2021년 4월 11일           | 여우조연상                                  | 미나리        | 수상 | [ 19 ] |
| 제27회 미국배우조합상 시상식    | 2021년 4월 5일(한국시간)  | 영화 부문 여우조연상 수상                   | 미나리        | 수상 | [ 20 ] |
| 제78회 골든글로브 온라인 시상식 | 2021년 3월 1일(한국시간)  | 최우수 외국어영화상                         | 미나리        | 수상 | [ 21 ] |
| 워싱턴 D.C. 영화 비평가 협회    | 2021년 2월 8일            | 여우조연상                                  | 윤여정        | 수상 | [ 22 ] |
| 워싱턴 D.C. 영화 비평가 협회    | 2021년 2월 8일            | 아역배우상                                  | 앨런 김       | 수상 | [ 22 ] |
| 여성 영화기자협회상             | 2021년 1월 4일            | 영화상                                      | 미나리        | 후보 |        |
| 여성 영화기자협회상             | 2021년 1월 4일            | 여우조연상                                  | 윤여정        | 수상 |        |
| 보스턴 영화 비평가 협회         | 2020년 12월 13일          | 여우조연상                                  | 윤여정        | 수상 | [ 23 ] |
| 보스턴 영화 비평가 협회         | 2020년 12월 13일          | 음악상                                      | 에밀 모세리   | 수상 | [ 23 ] |
| 보스턴 영화 비평가 협회         | 2020년 12월 13일          | 앙상블상                                    | 미나리 배우   | 2등  | [ 23 ] |
| 시카고 영화 비평가 협회         | 2020년 12월 21일          | 남우주연상                                  | 스티븐 연     | 후보 |        |
| 시카고 영화 비평가 협회         | 2020년 12월 21일          | 여우조연상                                  | 윤여정        | 후보 |        |
| 시카고 영화 비평가 협회         | 2020년 12월 21일          | Milos Stehlik Award for Promising Filmmaker | 정이삭        | 후보 |        |
| 시카고 인디 비평가상            | 2021년 1월 3일            | 남우주연상                                  | 스티븐 연     | 후보 |        |
| 시카고 인디 비평가상            | 2021년 1월 3일            | 여우조연상                                  | 윤여정        | 후보 |        |
| 시카고 인디 비평가상            | 2021년 1월 3일            | 앙상블 캐스트 상                            | 미나리 배우   | 후보 |        |
| 도빌 미국 영화제                | 2020년 9월 9일            | 그랜드 스페셜 프라이즈                      | 정이삭        | 후보 |        |
| 덴버 영화제                     | 2020년 11월 24일          | 관객 작품상                                 | 미나리        | 수상 | [ 24 ] |
| 덴버 영화제                     | 2020년 11월 24일          | 최우수연기상                                | 스티븐 연     | 수상 | [ 24 ] |
| 플로리다 영화 비평가 협회       | 2020년 12월 21일          | 작품상                                      | 미나리        | 2등  | [ 25 ] |
| 플로리다 영화 비평가 협회       | 2020년 12월 21일          | 감독상                                      | 정이삭        | 후보 | [ 25 ] |
| 플로리다 영화 비평가 협회       | 2020년 12월 21일          | 여우조연상                                  | 윤여정        | 2등  | [ 25 ] |
| 플로리다 영화 비평가 협회       | 2020년 12월 21일          | 각본상                                      | 정이삭        | 수상 | [ 25 ] |
| 플로리다 영화 비평가 협회       | 2020년 12월 21일          | 앙상블상                                    | 미나리 배우   | 후보 | [ 25 ] |
| 플로리다 영화 비평가 협회       | 2020년 12월 21일          | 외국어 영화상                               | 미나리        | 2등  | [ 25 ] |
| 고섬 어워드                     | 2021년 1월 11일           | 여우주연상                                  | 윤여정        | 후보 | [ 26 ] |
| 로스앤젤레스 영화 비평가 협회   | 2020년 12월 20일          | 여우조연상                                  | 윤여정        | 수상 | [ 27 ] |
| 노스캐롤라이나 영화 비평가 협회 | 2021년 1월 4일            | 작품상                                      | 미나리        | 수상 |        |
| 노스캐롤라이나 영화 비평가 협회 | 2021년 1월 4일            | 남우주연상                                  | 스티븐 연     | 후보 |        |
| 노스캐롤라이나 영화 비평가 협회 | 2021년 1월 4일            | 여우조연상                                  | 윤여정        | 수상 |        |
| 노스캐롤라이나 영화 비평가 협회 | 2021년 1월 4일            | 각본상                                      | 정이삭        | 수상 |        |
| 노스캐롤라이나 영화 비평가 협회 | 2021년 1월 4일            | 음악상                                      | 미나리        | 후보 |        |
| 노스캐롤라이나 영화 비평가 협회 | 2021년 1월 4일            | Ken Hanke Memorial Tar Heel Award           | 윌 패튼       | 수상 |        |
| 제36회 선댄스 영화제            | 2020년 2월 1일            | 미국 극영화 경쟁 부문 심사위원 대상         | 정이삭        | 수상 | [ 28 ] |
| 제36회 선댄스 영화제            | 2020년 2월 1일            | 미국 극영화 경쟁 부문 관객상                | 정이삭        | 수상 | [ 28 ] |
| 제93회 아카데미 시상식          | 2021년 4월 25일           | 작품상                                      | 크리스티나 오 | 후보 |        |
| 제93회 아카데미 시상식          | 2021년 4월 25일           | 감독상                                      | 정이삭        | 후보 |        |
| 제93회 아카데미 시상식          | 2021년 4월 25일           | 남우주연상                                  | 스티브 연     | 후보 |        |
| 제93회 아카데미 시상식          | 2021년 4월 25일           | 여우조연상                                  | 윤여정        | 수상 | [ 29 ] |
| 제93회 아카데미 시상식          | 2021년 4월 25일           | 각본상                                      | 정이삭        | 후보 |        |
| 제93회 아카데미 시상식          | 2021년 4월 25일           | 음악상                                      | 에밀 모세리   | 후보 |        |